# 森田小六郎
森田 小六郎（もりた ころくろう、1877年（明治10年）12月8日 - 1956年（昭和31年）10月8日）は、日本の衆議院議員（立憲政友会→中正会→憲政会）。ジャーナリスト。

## 経歴
愛知県愛知郡下之一色村（現在の名古屋市中川区）出身。愛知県立中学校在学中に同盟休校の首謀者として退校処分を受けて上京し、1896年（明治29年）に東京専門学校（現在の早稲田大学）に入学した。1898年（明治31年）、東京帝国大学法科大学選科に移り、高等学校入学卒業資格試験に合格し、本科に編入された。1903年（明治36年）に卒業した後は、東京市役所に入った。
1906年（明治39年）、アメリカ合衆国に渡り、オグデン市の日本雑貨店支配人を経て、サクラメント市で邦字日刊紙『桜府日報』を創刊した。
帰国後の1912年（明治45年）、第11回衆議院議員総選挙に出馬し、当選。第12回衆議院議員総選挙でも再選を果たした。
その他、日華興業株式会社相談役、日進工業株式会社取締役を務めた。

## 著書
- 『憲政新論』（有倫堂、1913年）
- 『ヤンキー 赤裸の米国』（至誠堂書店、1914年）
- 『通俗普選講義』（大成堂、1925年）